# Through His Wife's Picture
Through His Wife's Picture è un cortometraggio muto del 1911 diretto e interpretato da Mack Sennett. La commedia, prodotto dalla Biograph, aveva come altri interpreti Fred Mace, Mabel Normand, Edward Dillon.

## Produzione
Il film fu prodotto dalla Biograph Company.

## Distribuzione
Distribuito dalla General Film Company, il film - un cortometraggio in una bobina - uscì nelle sale cinematografiche statunitensi il 23 ottobre 1911. Nelle proiezioni, veniva programmato con il sistema dello split reel, accorpato in un'unica bobina con un altro cortometraggio prodotto dalla Biograph, la commedia The Inventor's Secret.